# İnandıkvaas

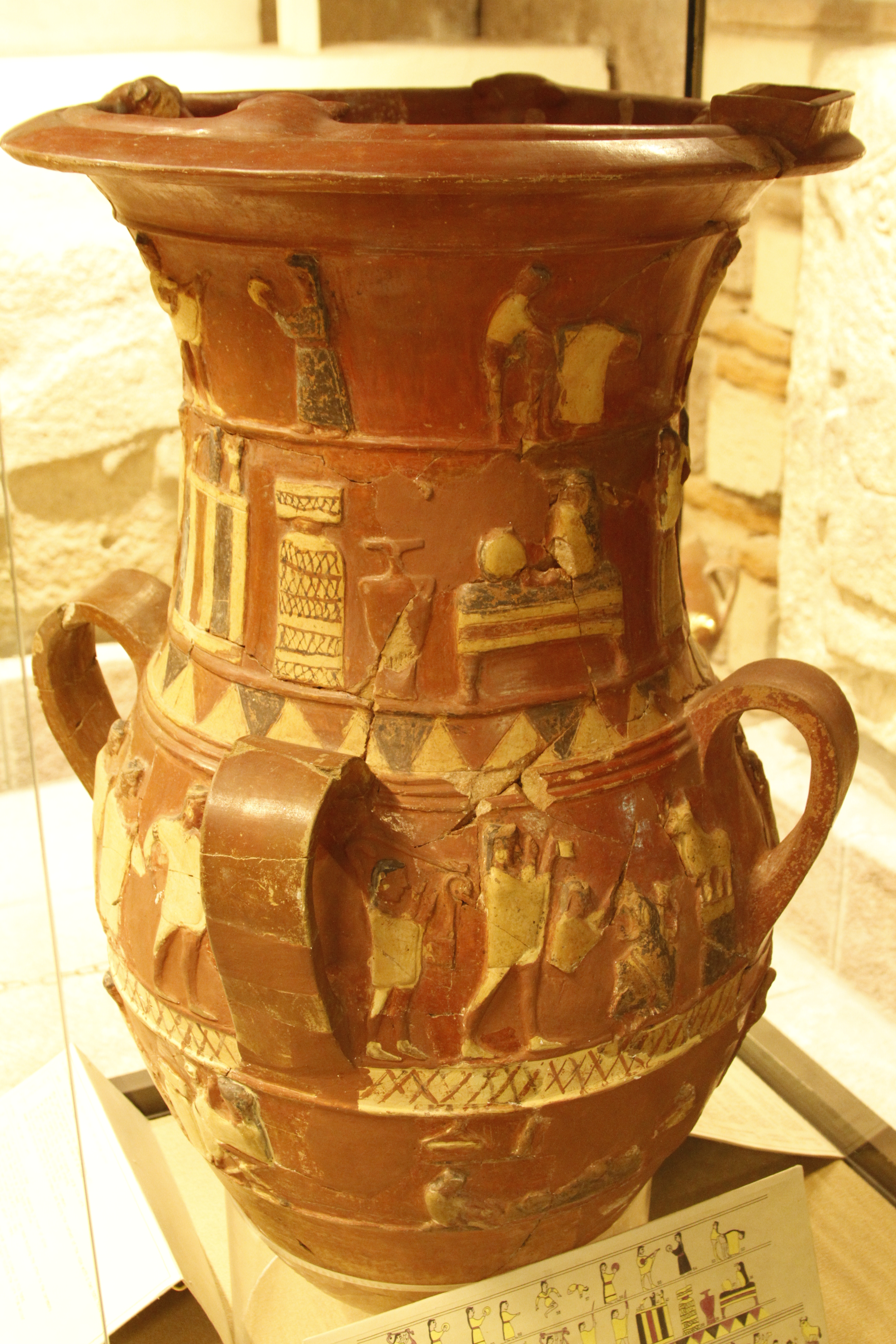
İnandıkvaas, met rechts bovenaan het 'heilig huwelijk'

De İnandıkvaas is een grote kruik voor plengoffers, gevonden in 1966 in een tempel in het Turkse dorp İnandık. De vaas dateert uit de 16e eeuw v.C. en is te situeren in het oude koninkrijk van de Hettieten. De tempel waar de vaas werd gevonden werd gebouwd onder de Hettitische koning Hattusili I. De vaas wordt tentoongesteld in het Museum van Anatolische Beschavingen in Ankara.

## Beschrijving
De terracottavaas is 82 cm hoog en is versierd met vier narratieve friezen in appliquéreliëf. Op het bovenste fries is te zien hoe een man en een vrouw zich klaarmaken voor een cultische seksuele koppeling en de voltrekking van dit 'heilig huwelijk'. Ze worden begeleid door muzikanten en acrobaten en dit tafereel speelt zich waarschijnlijk af in een tempel. Lager is te zien hoe een stier geofferd wordt voor een stiervormig cultusbeeld van de stormgod. Het vocht van het plengoffer stroomde bovenaan door een gegroefde rand en door een spuwer (in de vorm van een stierenkop) in de vaas.

## Gebruik
De vaas is ontworpen om het vocht van een plengoffer (wijn, bier of water) op te vangen. Er werden fragmenten van gelijkaardige vazen met een 'heilig huwelijk' teruggevonden, onder andere in Bitik (provincie Ankara).

## Trivia
De İnandıkvaas werd afgebeeld op een Turkse postzegel.